# Hoy hubiera preferido no encontrarme a mí misma
Hoy hubiera preferido no encontrarme a mí misma (título original: Heute wär ich mir lieber nicht begegnet [Reinbek, 1997]) es una novela escrita por Herta Müller y traducida al español por Juan José Solar.

## Contexto
El contexto de esta obra se ubica en las condiciones de vida en Rumanía durante la dictadura de Ceaucescu. Como es conocido en el trabajo de la autora, Hoy hubiera preferido no encontrarme a mi misma comparte rasgos autobiográficos. Ya que la protagonista habla desde un encierro que vive al trabajar en una fábrica, tratando temas sobre la opresión que Herta Müller vivió durante su juventud como bien cuenta en entrevista:
"Trabajé tres años en una fábrica de maquinarias. Allí todo estaba cementado, la vida estaba cementada y he visto cómo viven las personas en un mundo así, casi congeladas, a merced del viento, junto a una jodida cinta transportadora, dentro de una nave sin calefacción donde las ventanas no tenían vidrio".

## Sinopsis
"Hoy hubiera preferido no encontrarme a mi misma" narra la historia de una joven que trabaja en una fábrica de ropa durante la dictadura de Ceausescu y que ha sido citada para un interrogatorio. Como ya había pasado por este trance en otras ocasiones, sabe que esta vez será peor. 
Con tal de salir del país, comienza a coser notas en los forros de los trajes de caballero que se venderán en Italia con la leyenda «Cásate conmigo». El argumento transcurre mientras la protagonista viaja por el tranvía hacia su interrogatorio, recordando su matrimonio y otros pasajes de su vida. 
Profundizando en temas sobre la dicotomía hombre-mujer, esta novela convierte el espacio público (el tranvía) en una metáfora sociológica de lo universal. Ante los pensamientos de la protagonista, se describen también ese actuar del ser desconocido, abordando el miedo y la angustia de enfrentarse ante un juicio.